# Henningsvær

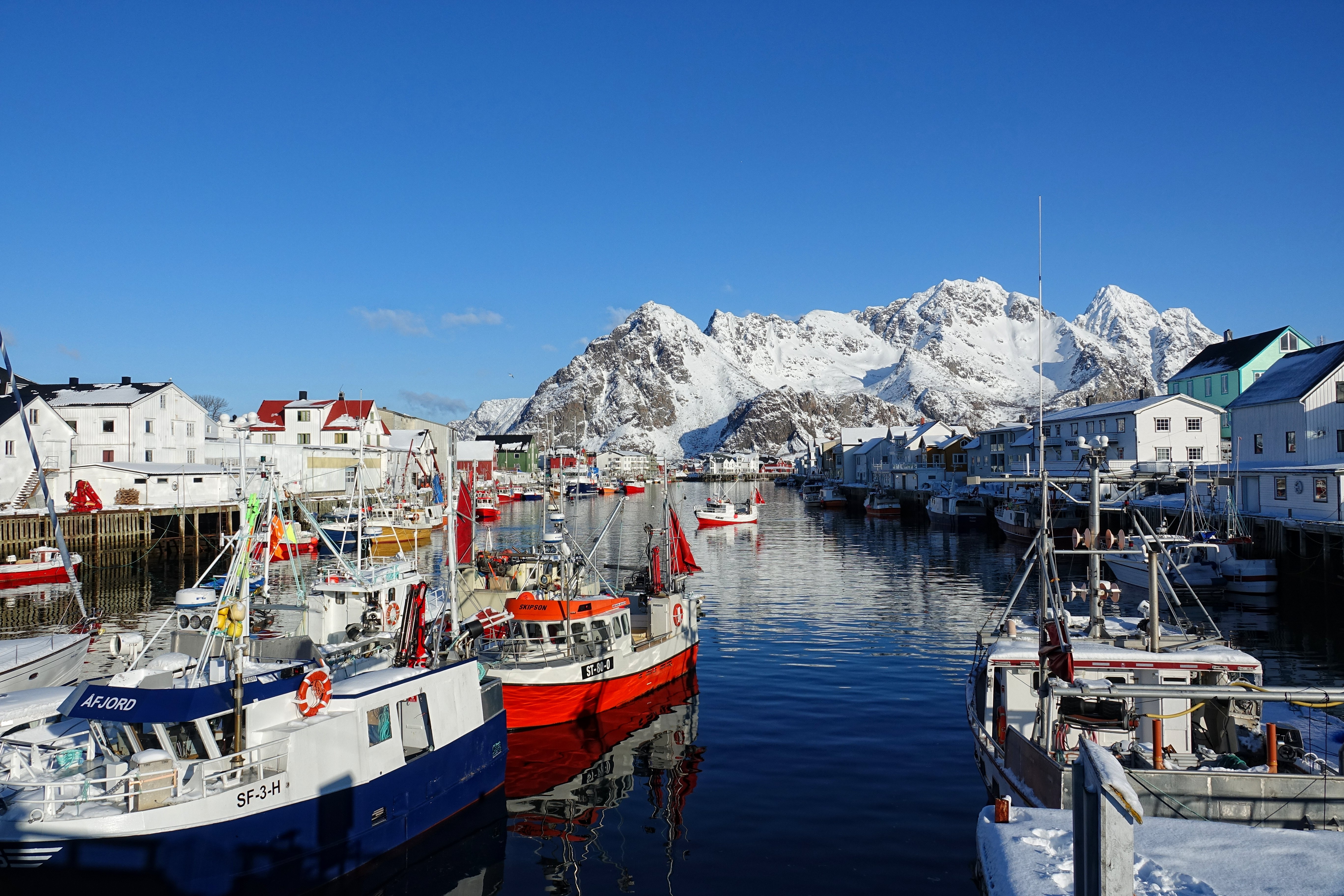
Puerto de Henningsvær

Henningsvær es un pueblo de pescadores en el municipio de Vågan en el condado de Nordland, Noruega. Se encuentra en varias islas pequeñas frente a la costa sur de la gran isla de Austvågøya, en el archipiélago de Lofoten. El pueblo está ubicado a unos 20 kilómetros (12 millas) al suroeste de la ciudad de Svolvær. Henningsvær está conectado con el resto de Vågan a través de los puentes Henningsvær. El pueblo se encuentra principalmente en las islas de Heimøya y Hellandsøya.

## Características
El pueblo de 0.3 km² contaba con una población de 494 personas en el año 2019, lo que le da al pueblo una densidad de población de 1,647 habitantes por km² (4,400 / milla cuadrada). Debido a su arquitectura tradicional de pueblo de pescadores, Henningsvær atrae a muchos turistas. La escalada y el buceo o snorkel también son actividades turísticas populares. La iglesia de Henningsvær se encuentra en el pueblo, en la isla de Heimøya.
Con el aumento de la fotografía de drones profesionales y de consumo en la década de 2010, el Henningsvaer Fotballbanen (campo de fútbol) ha ganado atención mundial. La organización de fútbol europea, UEFA, filmó en el campo y alrededor de él para su video "We Play Strong" con Liv Cooke. Pepsi Max Norge ofreció su apoyo para la final de la UEFA Champions League en 2018 con una instalación de arte creada por niños pateando balones de fútbol cubiertos de pintura. El campo es administrado por el club de fútbol Henningsvaer IL bajo el liderazgo de Ole Johan Wiik, a partir de 2018.